# Stuffat tal-fenek
Lo stuffat tal-fenek (lett. "stufato di coniglio") o fenkata è un piatto tipico di Malta, considerato il suo piatto nazionale. Consiste in carne di coniglio cotta a fuoco lento in una salsa a base di pomodoro e vino rosso. Prima di essere stufato, il coniglio viene lasciato a macerare per un'intera notte. Tradizionalmente servito con patate, talvolta viene accompagnato anche da cipolle e carote.

## Storia
L'origine di questo stufato risale al XVI secolo, quando l'isola era sotto il dominio dell'Ordine di Malta. Si crede che il piatto sia nato come forma di resistenza simbolica alle restrizioni sulla caccia imposte dai cavalieri di San Giovanni nel 1565. La sua popolarità crebbe dopo la revoca di tali restrizioni alla fine del XVIII secolo, periodo in cui la razza autoctona, il Tax-Xiber, si era moltiplicata e i prezzi erano diminuiti. Inoltre l'allevamento dei conigli a livello locale, pratica che potrebbe essere stata importata dalla Francia, contribuì ulteriormente alla diffusione del piatto.

## Preparazione

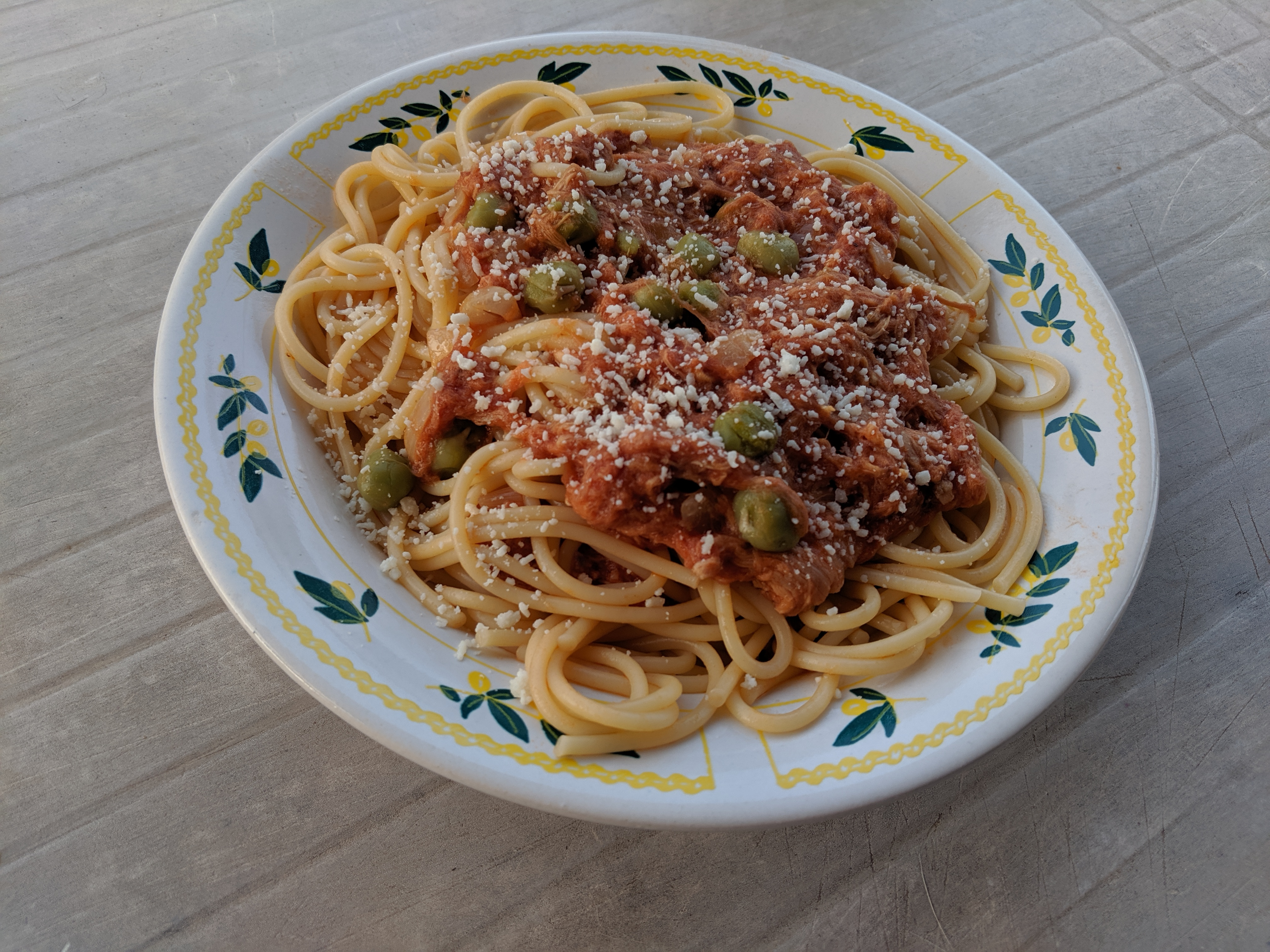
Spaghetti conditi con sugo di stuffat tal-fenek

Lo stuffat tal-fenek è anche chiamato fenkata, sebbene questo termine più ampio possa riferirsi anche a un tipico convivio familiare maltese in cui viene servito per l'appunto lo stufato di coniglio. Tradizionalmente vengono utilizzati da due a tre conigli nella preparazione affinché tutta la famiglia possa mangiare. La carne viene lasciata a marinare per una notte intera in abbondante vino rosso, con l'aggiunta di aglio e alloro. Successivamente il coniglio viene fatto sobbollire per almeno un'ora e mezza in una ricca salsa a base di pomodoro e vino, insieme ad alcune verdure, come patate, cipolle e carote; si continua la cottura fin quando la carne non si stacca completamente dalle ossa. A volte il piatto viene servito in due portate: la salsa viene versata sulla pasta come primo piatto, mentre il coniglio e le verdure vengono gustati come secondo.